# Werner Vollborn
Werner Karl Henri Fritz Vollborn (* 30. August 1909 in Kiel; † 29. Dezember 1972 ebenda) war ein deutscher evangelischer Theologe und Hochschullehrer.

## Leben
Vollborn studierte Evangelische Theologie an der Schlesischen Friedrich-Wilhelms-Universität, wo er Mitglied des Corps Frisia im Weinheimer Senioren-Convent wurde. 1935 wurde er an der Preußischen Universität zu Greifswald zum Dr. theol. promoviert. Im Mai 1935 wurde er ordiniert und wirkte zuerst als Hilfsprediger am Kloster Bordesholm, ab Oktober an der Nikolaikirche (Kiel), ab 1937 als Militärpfarrer bei der Kriegsmarine. Nach dem Zweiten Weltkrieg wurde er zunächst Hilfsgeistlicher in Malente, 1946 Studieninspektor am Predigerseminar in Preetz und zugleich Assistent für Altes Testament an der Christian-Albrechts-Universität zu Kiel. Dort wurde er 1949 habilitiert und lehrte zuerst als Privatdozent, ab 1958 als Honorarprofessor. 1951 ging er als Pastor an die Michaeliskirche in Kiel-Hassee. 1954 wurde er einstimmig auf die zweite Pfarrstelle der Heiligengeistgemeinde an der Pauluskirche (Kiel) gewählt. Als solcher predigte er auch im Evangelischen Studentenheim Düsternbrook. Man schätzte „seine klar aufgebauten, eindringlichen und in allgemeinverständlicher Sprache gehaltenen Predigten“.
Vollborn gehörte bis 1935 der Bekennenden Kirche an. Das Corps Holsatia verlieh ihm 1955 das Band.

## Schriften
- Studien zum Zeitverständnis des Alten Testaments.  Göttingen: Vandenhoeck & Ruprecht 1951 (Druckfassung der Kieler Habil. vom  29. Juni 1949)